# 別拉亞河 (伊曼德拉湖)

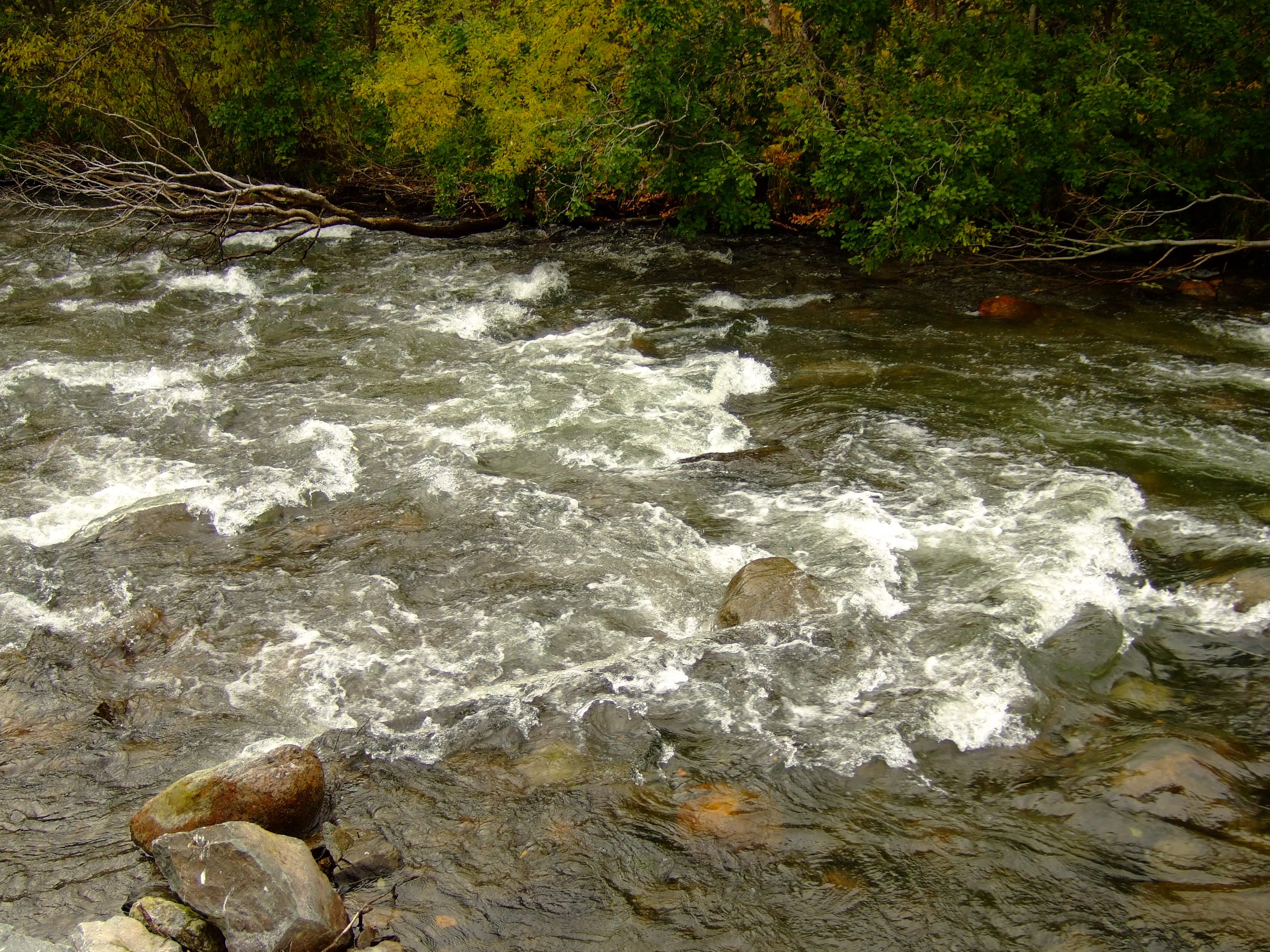

別拉亞河（俄语：Белая），是俄羅斯的河流，位於該國西北部摩爾曼斯克州，發源自大武德亞夫爾湖，處於科拉半島中部，最終注入伊曼德拉湖，河道全長24公里，流域面積239平方公里。
67°38′43″N 33°11′13″E / 67.6454°N 33.1869°E